# Kike Boned
Enrique Boned Guillot, detto Kike (Valencia, 4 maggio 1978), è un ex giocatore di calcio a 5 spagnolo.
Con la nazionale spagnola ha vinto due Coppe del Mondo (2000 e nel 2004) e cinque campionati europei (2001, 2005, 2007, 2010 e 2012), quattro dei quali consecutivi.

## Carriera
Centrale destro schierato nel ruolo di difensore, Kike inizia a giocare nel 1998 con il CLM Talavera con cui milita sino alla sparizione della formazione castigliana. Con i rossoneri Kike disputa una finale di Coppa di Spagna. Dopo una stagione nel Valencia passa all'ElPozo Murcia Turística a cui lega il resto della sua carriera. Con i murciani gioca infatti per tredici stagioni consecutive, facendo incetta di trofei. A livello individuale, vanta il riconoscimento come giocatore rivelazione della stagione 1997-98, il titolo di miglior giocatore della LNFS nel 2001-02 e due titoli di miglior difensore della LNFS nel 2000-01 e 2001-02. Nel 2019 è stato inserito nel quintetto ideale stilato dalla Liga Nacional de Fútbol Sala per celebrare i trent'anni della propria istituzione.

### Nazionale
Ha debuttato, non ancora ventenne, nella Nazionale di calcio a 5 della Spagna nell'incontro Portogallo-Spagna giocata a Porto il 25 gennaio 1998 e vinta dalle furie rosse per 1 a 5. Nel febbraio del 2007 ha raggiunto le cento presenze in nazionale in occasione dell'amichevole Spagna-Paraguay 5-0. Si è ritirato dopo i campionati mondiali del 2012.

## Palmarès

### Club
- Campionato spagnolo: 4
ElPozo Murcia: 2005-06, 2006-07, 2008-09, 2009-10
- Coppa di Spagna: 3
ElPozo Murcia: 2002-2003, 2007-2008, 2009-2010
- Supercoppa di Spagna: 3
ElPozo Murcia: 2006, 2010, 2012

### Nazionale
- Campionato mondiale: 2
Guatemala 2000, Taipei Cinese 2004
- Campionato d'Europa: 5
Russia 2001, Repubblica Ceca 2005, Portogallo 2007, Ungheria 2010, Croazia 2012